# Eumetopina krngeri
Eumetopina krngeri är en insektsart som beskrevs av Gustav Breddin 1896. Eumetopina krngeri ingår i släktet Eumetopina och familjen sporrstritar. Inga underarter finns listade i Catalogue of Life.